# Bande de Lubicon Lake
La bande de Lubicon Lake (en anglais : Lubicon Lake Band) est une Première Nation (au sens de « bande indienne ») du nord de l'Alberta, au Canada. Écartée ou oubliée par les agents gouvernementaux lors de la signature du Traité 8 en 1899, la bande de Lubicon Lake reste longtemps sans soutien du gouvernement fédéral, notamment en matière de terres mises à sa disposition.

## Histoire
Cherchant à faire reconnaître leur titre traditionnel par la création d'une réserve indienne, les représentants de Lubicon Lake maintiennent des revendications territoriales actives depuis 1933. Bien que le gouvernement fédéral reconnaisse en 1939 le droit de la Première Nation de bénéficier de terres mises à sa disposition, il n'en donnera pas suite. À mesure que l’exploitation pétrolière et gazière change le visage de l’Alberta, surtout à partir des années 1950, les revendications territoriales des membres de Lubicon Lake deviennent de plus en plus polarisantes : ceux-ci cherchant à stopper l'élan du gouvernement provincial qui bâtit des routes dans le territoire et qui octroie des droits de forage et d'exploitation.
Les revendications de la bande se font particulièrement connaître depuis les années 1980. Leur statut, écarté de tout traité, fait de la bande un symbole d'injustice et met en relief la gestion faite de l'affaire par les gouvernements albertain et fédéral. Ce dernier est par ailleurs condamné par l'Organisation des Nations unies. Le musée Glenbow de Calgary est également boycotté par plusieurs musées de par le monde et des levées de fonds destinées aux membres de Lubicon Lake sont d'ailleurs mises en place au Japon et en Allemagne.
Entre 1979 et 1982, plus de 400 puits de pétrole et de gaz sont forés autour de la communauté de Little Buffalo, le siège de la bande. Plus particulièrement, la bande lance une campagne de protestation lors des Jeux olympiques d'hiver de 1988 à Calgary, bloquant les routes traversant son territoire traditionnel en octobre de la même année. De nombreuses images d'arrestations de masses sont par ailleurs fortement médiatisées.
En raison d'élections contestées, la bande est placée sous gestion tierce de 2008 à 2013. Un scrutin secret est utilisé pour la première fois en 2013, aboutissant à l'élection du nouveau chef Billy Joe Laboucan et au rétablissement de la reconnaissance du gouvernement du Canada,,. En octobre 2018, les membres de la bande approuvent un règlement avec les gouvernements fédéral et provincial lors d'un vote communautaire. Celui-ci comprend le versement d'une somme de 121 millions de dollars et l'attribution de 246 kilomètres carrés de terres près de Little Buffalo,.

## Accord territorial
Le 24 octobre 2018, la bande de Lubicon Lake conclut un accord de revendication territoriale avec la province de l'Alberta. Le chef Billy Joe Laboucan rencontre la première ministre de l'Alberta, Rachel Notley, et la ministre fédérale des Relations Couronne-Autochtones, Carolyn Bennett, pour la signature d'un accord, qui comprend une attribution d'environ 246 kilomètres carrés de terres de la Couronne dans la région de Little Buffalo, dans le nord de l'Alberta, à la bande de Lubicon Lake, ainsi qu'une compensation financière de 95 millions de dollars du gouvernement fédéral. La province de l'Alberta fournit 18 millions de dollars supplémentaires, qui serviront à la construction d'une nouvelle école postsecondaire pour 682 résidents qui luttent depuis longtemps contre la pauvreté et un logement insalubre. Il y aura également des développements dans les infrastructures telles que le logement, les routes et les services publics,. L'accord doit être revu depuis que le Parti conservateur uni, sous la direction de Jason Kenney, a remporté les élections provinciales de 2019 et a constamment tenté de saper les protecteurs des terres autochtones.